# نهائي كأس ألمانيا 1988
نهائي كأس ألمانيا 1988 هي المباراة النهائية من منافسة كأس ألمانيا 1987–88، أقيمت المباراة في 28 مايو 1988، في الملعب الأولمبي، بين فريقي آينتراخت فرانكفورت، ونادي بوخوم، وفاز فيها آينتراخت فرانكفورت، بعد أن هزم نادي بوخوم، بنتيجة 1 - 0، وحضر المباراة 76000 شخصاً.

## تفاصيل المباراة
لعبت المباراة النهائية في 28 مايو 1988.
| آينتراخت فرانكفورت | 1 -0 | نادي بوخوم |
| ------------------ | ---- | ---------- |
| لاجوس ديتاري 81 '  |      |            |